# The REV Classic
A The REV Classic é uma competição de ciclismo profissional como clássica de um dia na cidade de Cambridge na Nova Zelândia, a prova se criou em 2006 mas desde o ano 2015 recebeu a categoria 1.2 dentro dos Circuitos Continentais da UCI fazendo parte do UCI Oceania Tour.

## Palmarés
| Ano  | Vencedor          | Segundo          | Terceiro         |
| ---- | ----------------- | ---------------- | ---------------- |
| 2006 | Geoffrey Burndred | Eric Drower      | Scott Guyton     |
| 2007 | Geoffrey Burndred | Matthew Haydock  | Samuel Eadie     |
| 2008 | Gordon McCauley   | Michael Northey  | Justin Kerr      |
| 2009 | Gordon McCauley   | Roman van Uden   | Mark Langlands   |
| 2010 | Patrick Bevin     | Gordon McCauley  | Michael Torckler |
| 2011 | Scott Lyttle      | Roman van Uden   | Taylor Gunman    |
| 2012 | Jeremy Vennell    | James Oram       | Michael Northey  |
| 2013 | Shem Rodger       | Hayden McCormick | Roman van Uden   |
| 2014 | Patrick Bevin     | Sam Lindsay      | Hayden McCormick |
| 2015 | Patrick Bevin     | James Oram       | Michael Torckler |
| 2016 | Dion Smith        | Mark O'Brien     | Taylor Gunman    |
| 2017 |                   |                  |                  |

## Palmarés por países
| País          | Vitórias |
| ------------- | -------- |
| Nova Zelândia | 10       |